# لوسيان سميث
لوسيان سميث (بالإنجليزية: Lucien Smith)‏ هو فنان أمريكي، ولد في 15 أبريل 1989 في لوس أنجلوس في الولايات المتحدة.